# John Ericsson

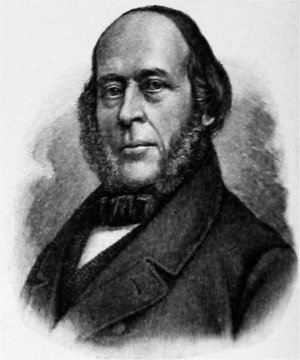
John Ericsson

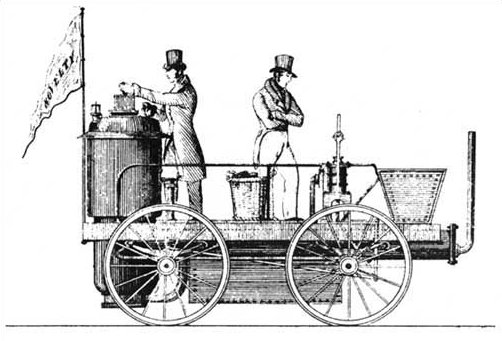
Die Novelty-Lokomotive, Braithwaites und Ericssons Beitrag zum Rennen von Rainhill. Stich im Mechanics’ Magazine von 1829

John Ericsson (* 31. Juli 1803 in Långbanshyttan; † 8. März 1889 in New York), eigentlich Johan Ericsson, war ein schwedischer Ingenieur und Erfinder.

## Leben in Europa

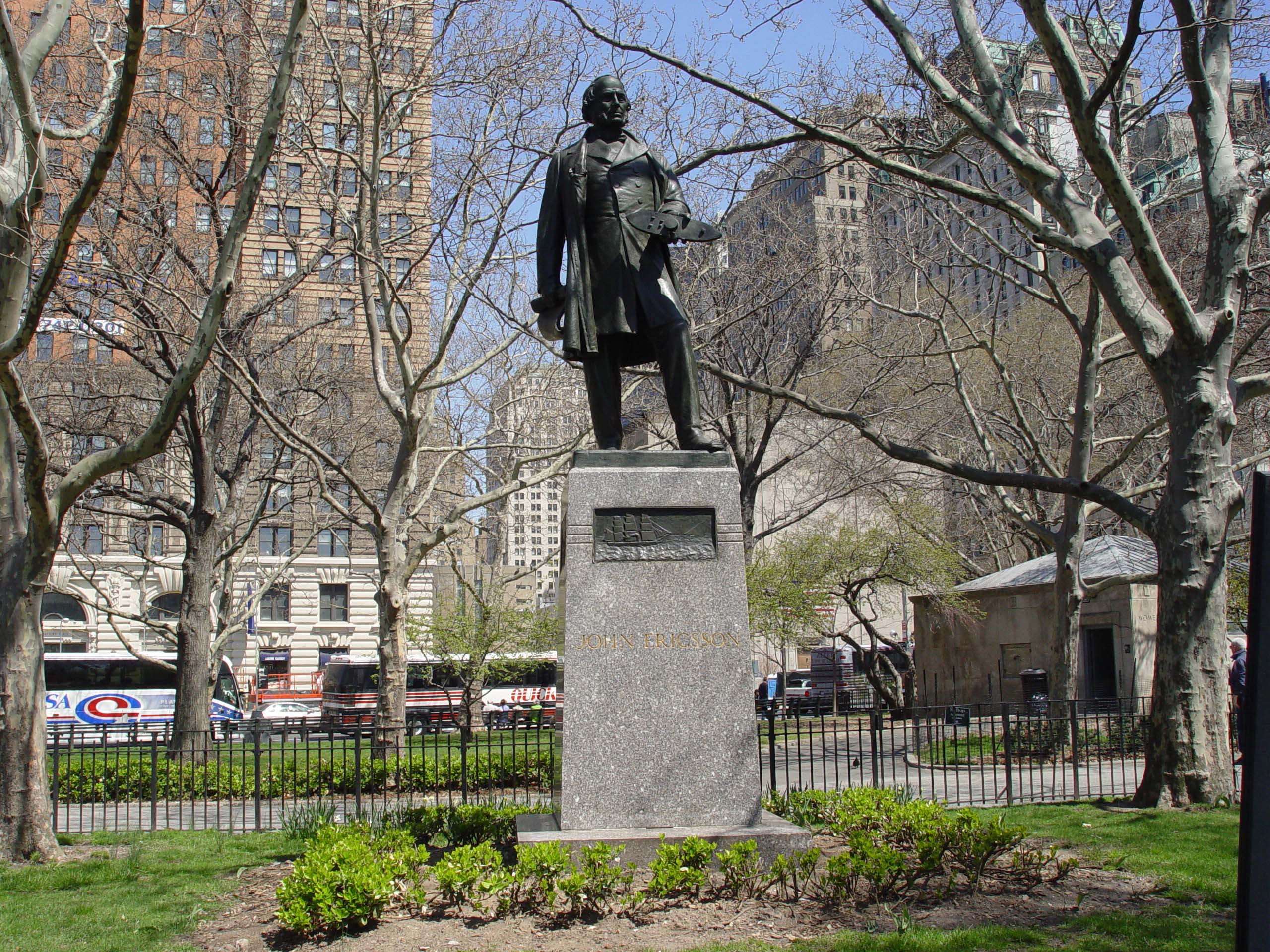
John-Ericsson-Denkmal im Battery Park in New York City

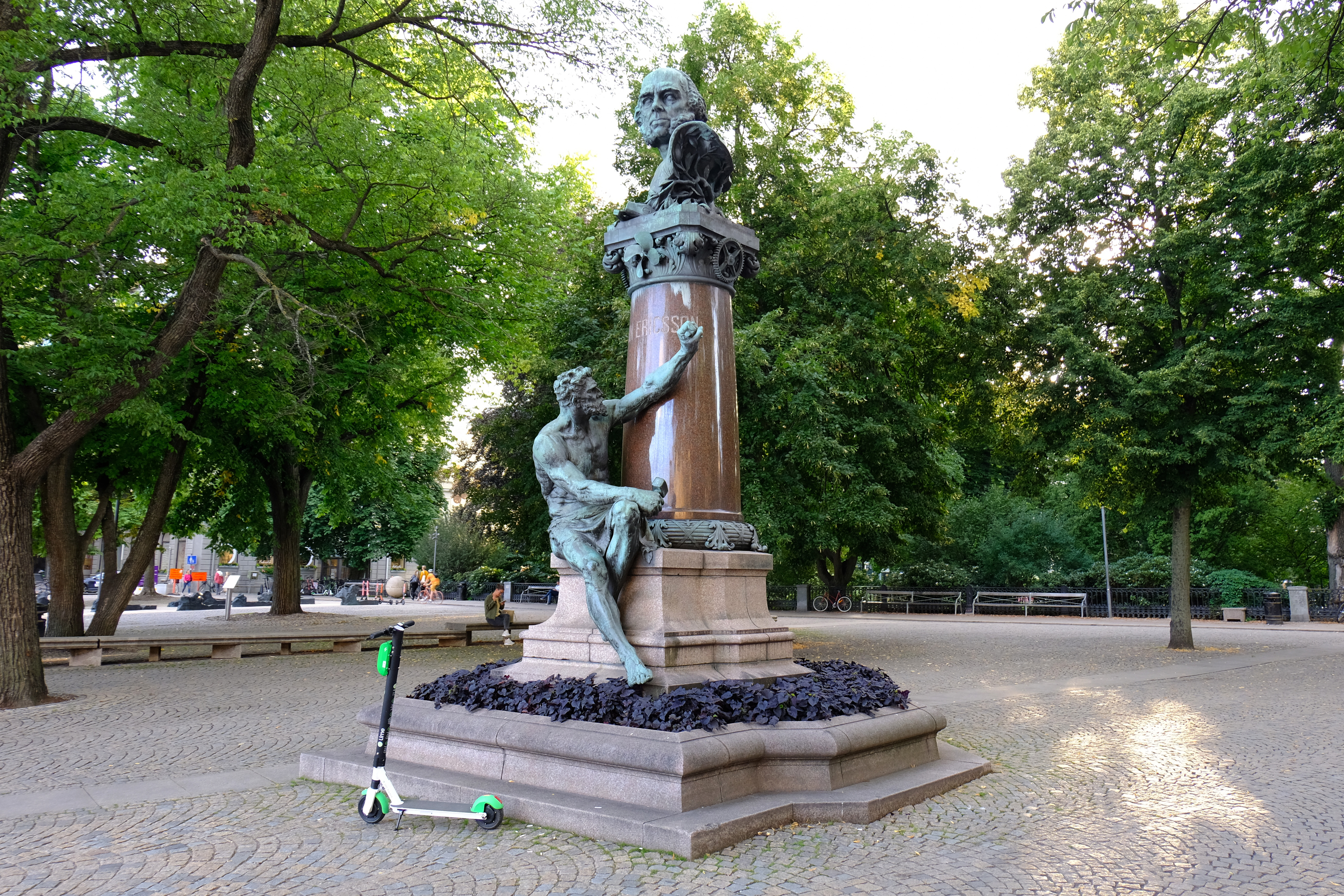
John Ericsson-Statue am Nybroplan in Stockholm

Er erhielt Privatunterricht im technischen Zeichnen und wurde bereits im Alter von elf Jahren als Kadett in einer militärischen Ingenieureinheit aufgenommen.  Mit 17 Jahren trat er in die schwedische Armee ein, in der er 1822 zum Leutnant aufstieg. Er verließ die Armee 1829 und ging nach England. Hier baute er zusammen mit dem Engländer John Braithwaite die Dampflokomotive The Novelty, die an dem legendären Rennen von Rainhill teilnahm. In seinen weiteren Arbeiten beschäftigte er sich mit Propellern von Schiffen (der Ericsson-Propeller wurde nach ihm benannt) und er entwickelte 1833 Heißluftmotoren als Schiffantrieb. Er verbesserte 1836 die Schiffsschraube und schuf 1837 das erste propellergetriebene Handelsschiff, die Novelty. Mit 1828 wird auch die erste von ihm entwickelte Dampfspritze, die das Feuerwehrwesen revolutionierte, dokumentiert.

## Leben in Amerika
Im Jahre 1839 ging Ericsson auf Veranlassung des Kapitäns Robert Field Stockton in die USA und baute dort mehrere Schiffe, unter anderem das Kriegsschiff Princeton und das erste Panzerschiff der US-Marine Monitor, die im Amerikanischen Bürgerkrieg zum Einsatz kam.
Mit der Princeton wurde erstmals an einem Kriegsschiff ein Propeller unter Wasser verwendet, was eine neuartige Entwicklungslinie im Schiffbau auslöste. Ericsson trug auch zur Verbesserung von Torpedos bei, seinerzeit Destroyer genannt.

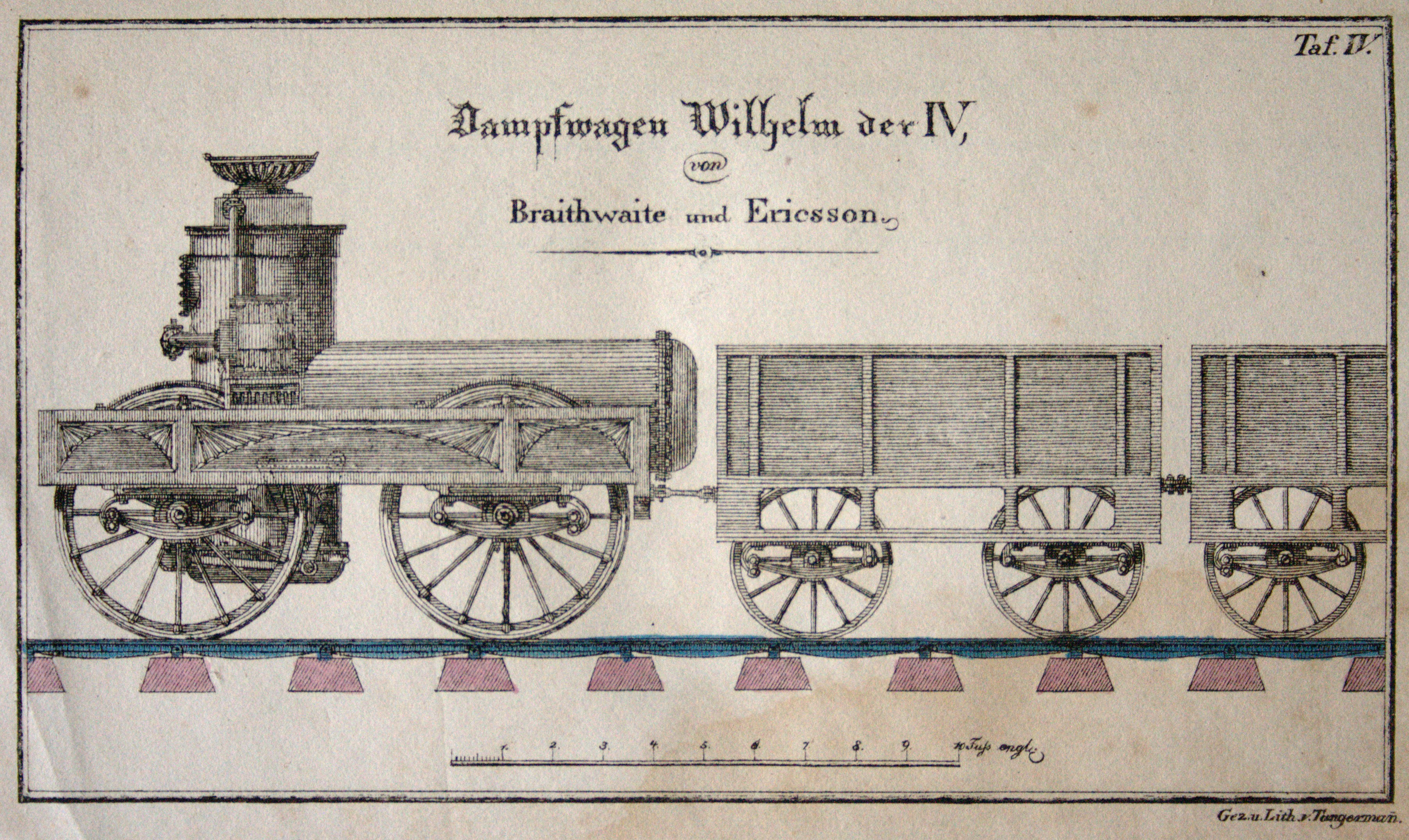
Zeichnung einer Dampflokomotive, benannt nach Wilhelm dem IV.

 Er baute auch ein Schiff mit Heißluftmotorantrieb, das sich jedoch nicht bewährt hat. Zu seinen späteren Erfindungen gehört die Solarmaschine, die bestimmt war, das Sonnenlicht in einem besonderen Brennspiegel zu sammeln und als Wärmequelle direkt nutzbar zu machen.
John Ericsson starb am 8. März 1889 in New York. Sein Leichnam wurde 1890 nach Schweden überführt und in Filipstad in einem eigens errichteten Mausoleum beigesetzt. Ihm zu Ehren wurde 1926 auch in Washington, D.C. das John Ericsson Memorial eingeweiht.
Ericssons älterer Bruder Nils war ebenfalls Ingenieur.

## Werke
- Solar investigations. New York (1875) mit einem Abriss seiner Solarmaschine
- Contributions to the Centennial Exhibition. New York (1877)